# 주로스앤젤레스 퀘벡 정부 대표부
주로스앤젤레스 퀘벡 정부 대표부(프랑스어: Délégation générale du Québec à Los Angeles, 영어: Quebec Government Office in Los Angeles)는 미국 로스앤젤레스 윌셔 대로 720에 위치한 퀘벡 정부 대표부이다. 1970년에 정식 개관했으며 총대표부 지위를 갖고 있다. 이 공관은 미국 알래스카주, 애리조나주, 캘리포니아주, 콜로라도주, 하와이주, 아이다호주, 몬태나주, 네바다주, 뉴멕시코주, 오리건주, 유타주, 워싱턴주, 와이오밍주를 관할하며 산하 공관으로 주실리콘 밸리 퀘벡 무역 사무소(프랑스어: Antenne du Québec à Silicon Valley, 영어: Quebec Trade Office in Silicon Valley)를 두고 있다.
주로스앤젤레스 퀘벡 정부 대표부는 문화, 예술, 교육 분야에서 캐나다 퀘벡주와 미국 알래스카주, 애리조나주, 캘리포니아주, 콜로라도주, 하와이주, 아이다호주, 몬태나주, 네바다주, 뉴멕시코주, 오리건주, 유타주, 워싱턴주, 와이오밍주의 개인·기관과의 교류를 주선하며 퀘벡주와 이들 지역 간의 경제, 문화, 교육, 관광, 투자 활성화에 기여한다. 대표부는 미국에서 사업을 원하는 퀘벡주의 기업들과의 연락을 제공하고 이들 지역의 경제 환경과 최신 동향을 전달하는 역할을 수행한다. 그 외에 미국에서 상호 협력, 파트너 관계를 맺기 원하는 퀘벡주의 정부 부처, 관련 기관 및 단체를 지원한다.

## 같이 보기
- 퀘벡 정부 대표부